# Bohušovice nad Ohří
Bohušovice nad Ohří település Csehországban, a Litoměřicei járásban. Bohušovice nad Ohří Oleško, Keblice, Terezín, Travčice, Hrobce, Dolánky nad Ohří és Brňany településekkel határos. Lakosainak száma 2442 fő (2024. január 1.).

## Népesség
A település lakosságának változását az alábbi diagram mutatja:
| Lakosok száma | 966  | 1908 | 2143 | 1739 | 2149 | 2481 | 2514 | 2505 | 2415 | 2442 |
|               | 1869 | 1900 | 1921 | 1961 | 1980 | 2011 | 2016 | 2019 | 2021 | 2024 |